# وزارة التخطيط والتعاون الدولي (الصومال)
وزارة التخطيط والاستثمار والتنمية الاقتصادية (بالصومالية: Wasaaradda Qorsheynta, Maalgashiga iyo Horumarinta Dhaqaalaha)‏ وزارة في حكومة الصومال الفيدرالية مسؤولة عن وضع رؤية اجتماعية واقتصادية للبلاد ووضع الخطط لتحويل الرؤية إلى إجراءات سياسية عملية من أجل تعزيز استقرار الاقتصاد الكلي والتنمية المستدامة في الصومال الوزير الحالي هو محمود عبد الرحمن شيخ فارح (بينبيني) (بالصومالية: BeenBeene)‏.
تتكون الوزارة من أربعة أقسام المديرية العامة للتخطيط والمعهد الوطني للإحصاء والتعاون الدولي والرصد والتقييم.